# Rock Lake (Crawfish River)
Der Rock Lake ist ein See bei Lake Mills in Jefferson County im Südosten von Wisconsin. Nördlich des Sees verläuft die Interstate 94.
Von Norden nach Süden erstreckt er sich über eine Länge von etwa 3,3 km bei einer Breite von bis zu 2,1 km. Er hat eine Größe von 1365 Hektar und ist an der tiefsten Stelle 18, 3 Meter tief. Von der Form ähnelt er zwei übereinanderliegenden Achtern, wodurch er sich relativ leicht in mehrere Gebiete untergliedern lässt. Im südlichen Teil befindet sich die Bean Lake State Recreational Area, dieser sumpfige Teil des Sees ist in der Regel von Wasserpflanze, wie der amerikanische Teichrose und ähnlichem, bewachsen. Zu den Tierarten gehören Waldohreule, Graureiher und Kanadakranich. Die Bean Lake State Recreational Area liegt innerhalb der Lake Mills Wildlife Area. Nördlich davon verläuft, über eine alte Eisenbahnbrücke der Chicago and North Western Transportation, der Glacial Drumlin State Trail.
Im Nordwesten der oberen Acht befindet sich eine Sandbank, dieser Bereich wird von Erholungssuchenden zum Schwimmen und zu Angeln genutzt.
In der Nähe von Lake Mills befinden sich mit Bartel‘s Beach und Sandy Beach zwei öffentlich Badestrände.
Am bekanntesten dürfte der Rock Lake aber für seine Steinpyramiden sein, über deren Ursprung gibt es widersprüchliche Vermutungen, zum Teil werden sie für Pyramiden aus der Zeit der präkolumbianischen Mississippi-Kultur gehalten, ähnlich den auch Mound genannten Steinpyramiden im wenige Kilometer östlich des Rock Lake gelegenen Aztalan State Park am Crawfish River, die dortigen Pyramiden wurden zur National Historic Landmark erklärt, gegen diese Theorie spricht aber, dass der Wasserspiegel des Sees niedriger gewesen sein müsste, eine andere Meinung, die von führenden Tauchern unterstützt wird, vermutet einen natürlichen Ursprung und datiert die Entstehung der Pyramiden in den Bereich der letzten Eiszeit.

## Fische
Zu den häufigsten Fischart die im See vorkommen gehören neben verschiedenen Barscharten wie Felsenbarsch, Sonnenbarsch auch Hecht und Zander. 